# Фаскаплизиновые алкалоиды
Фаскаплизиновые алкалоиды — группа морских природных соединений, содержащиеся в различных видах губок и оболочников. На основании химической структуры фаскаплизиновые алкалоиды подразделяют на три класса. В первый входят фаскаплизины, гомофаскаплизины A и гомофаскаплизины B. Во второй: ретикулатины, в третий: секофаскаплизины A. Известно не менее 20 различных представителей этих классов, в основном различные бром-производные.